# Kapelan
Kapelan (lat. capellanus) je mladi kršćanski svećenik (obično odmah nakon zaređenja) koji pomaže župniku u skrbi za župu. U tom kontekstu, pojam označava pripravnika, koji se priprema za samostalno vođenje župe.
Osim toga, pojam kapelan odnosi se na svećenika zaduženog za posebne skupine ljudi. Tako postoje npr.: bolnički, zatvorski, vojni, policijski, sudski, studentski kapelani. Ovi svećenici obavljaju bogoslužje često u manjim (i improviziranim) kapelama (otuda i naziv službe).
Izvan Katoličke Crkve, naziv se primjenjuje na muškarce i žene i drugih religija ili filozofskih tradicija kao što je slučaj s kapelanima humanistima koji služe u vojnim snagama u Nizozemskoj i Belgiji, u kojima su pojedinci laici prošli profesionalno obučavanje u kapelanijama te su imenovani kapelanima u školama, bolnicama, sveučilištima, zatvorima i ostalim mjestima gdje rade uz ili umjesto službenog člana svećenstva.[nedostaje izvor]

## Službe

### Vojska
Vojni kapelan zadužen je za vođenje vjerskih službi na moru ili na bojištu te za pružanje duhovne i psihološke potpore vojnicima. Prvi engleski vojni kapelani bili su katolički svećenici na prvim pomorskim brodovima u 8. stoljeću. Kapelani na kopnu pojavili su se za vladavine Edwarda I.
Kapelani se imenuju na različite načine u različitim državama. Vojni kapelan može biti vojnik s dodatnom teološkom obukom ili svećenik kojeg su vjerske institucije dodijelile vojsci. U Ujedinjenom Kraljevstvu kapelane zapošljava Ministarstvo obrane, međutim kapelanima je i dalje nadležna crkva koja ih šalje. Kapelani Kraljevske mornarice podilaze šesnaestotjednoj obuci što uključuje kratku obuku na Kraljevskom pomorskom koledžu (Britannia Royal Naval College) i usavršavanje struke uz iskusnije kapelane na mornarici. Pomorski kapelani koji su pozvani služiti na Kraljevskoj mornarici prolaze tečaj za komandosa u trajanju od pet mjeseci, nakon kojeg, ako postignu uspjeh, nose komandosovu zelenu beretku. Kapelani britanske vojske prolaze obučavanje od sedam tjedana na Kraljevskoj vojnoj akademiji Sandhurst i Centru oružanih snaga kapelanije Amport House.  Kapelani Kraljevskih zračnih snaga moraju završiti dvanaestotjedni tečaj za stručnog sudionika na RAF-ovu koledžu Cranwell nakon čega polaze tečaj za kapelana u Centru oružanih snaga kapelanije Amport House sljedeća dva tjedna. U vojsci Sjedinjenih Država, kapelane moraju odobriti njihove vjerske zajednice kako bi služili u bilo kojem aspektu vojske.
Vojni kapelani obično nemaju časnički čin, iako je Sierra Leone imala kapelana pomorskog razvodnika 2001. godine.[nedostaje izvor] U većini ratnih mornarica njihovi amblemi i znakovlje ne označavaju razinu njihove odgovornosti i statusa. Naprotiv, u zračnim snagama i kopnenoj vojsci obično imaju činove te razlikuju se po križevima ili inim vjerskim znakovljem. Kapelani vojske Sjedinjenih Država nose i činove i znakovlje kapelanskog korpusa.
Iako Ženevska konvencija ne navodi smiju li kapelani biti naoružani, naglašava (Protokol I, 8. lipnja 1977., čl. 43.2) da kapelani nisu vojnici odnosno borci. U zadnjih nekoliko godina UK i SAD zahtijevali su da kapelani budu nenaoružani, ali isto nisu tražili za medicinsko osoblje.[nedostaje izvor] Ostale države, posebice Norveška, Danska i Švedska, drže navedeno predmetom individualne savjesti i odgovornosti.[nedostaje izvor] Zarobljeni kapelani nisu smatrani ratnim zarobljenicima (Treća konvencija, 12. kolovoza 1949., poglavlje IV Čl. 33.) te moraju biti vraćeni u svoju domovinu osim ako su zadržani služiti istima.
Značajan broj kapelana poginuo je na bojištu. Tijekom Drugog svjetskog rata američka vojska i mornarica izgubila je stotinu kapelana.[nedostaje izvor] Mnogi su odlikovani za hrabrost u bitci (petorica su odlikovana Viktorijinim križem). Kapelanova medalja za junaštvo posebno je američko vojno odličje dodijeljeno kapelanima koji su poginuli na dužnosti. Ova nagrada dosad je dodijeljena samo četvorici kapelana umrlih na potopljenom brodu USAT Drochester nakon što su svoje prsluke za spašavanje dali drugima.[nedostaje izvor] Nadalje, četvorica drugih američkih kapelana odlikovana su Medaljom časti: Joseph T. O'Callahan, Mornarica (Drugi svjetski rat); Vincent Capodanno, Mornarica (postumno, Vijetnamski rat); Charles J. Watters, Vojska (postumno, Vijetnamski rat), i Angelo J. Liteky, Vojska (Vijetnam). (Kasnije tijekom života, Liteky je promijenio svoje ime u Charles, napustio katoličko svećenstvo, postao antiratni aktivist i odrekao se svoje Medalje časti.)
EUCOM (United States European Command) svake je godine od 1991. supokrovitelj Međunarodne konferencija vođa vojnih vjerskih službi.[nedostaje izvor]

### Parlament
Neke države, uključujući SAD, imaju kapelane zadužene za rad u parlamentarnim tijelima kao što su Kapelan Senata SAD-a i Kapelan Zastupničkog doma. Osim što označavaju početak rada držanjem molitve, ovi kapelani nude duhovnu utjehu članovima kongresa, njihovom osoblju i njihovim obiteljima; usklađuju rasporede gostujućih kapelana koji vode molitve prije rada; organiziraju i ponekad vode vjenčanja, komemoracije i sprovode za kongresnike, njihovo osoblje i obitelji te provode ili koordiniraju vjerske službe, sastanke za molitve, programe godišnjih odmora i vjerske obrazovne programe.[nedostaje izvor]

### Policija
Policijski kapelani služe u mjesnim, okružnim, državnim i federalnim agencijama i pružaju raznolike usluge unutar policijske zajednice. Valja znati da postoji razlika između njih i zatvorskih kapelana čija su primarna briga uhićenici koji čekaju suđenje ili su već osuđeni. Policijski kapelani služe policijskim službenicima, upraviteljima, pomoćnom osoblju, žrtvama i njihovim obiteljima, a katkad i obiteljima optuženih ili osuđenih prijestupnika.

### Vatrogasci
Franjevački vatrogasni kapelan fra Mychal F. Judge izgubio je život 11. rujna prilikom napada na WTC ubrzo nakon održanog posljednjeg obreda ranjenom vatrogascu.[nedostaje izvor]

### Zdravstvo
Mnoge zdravstvene ustanove zapošljavaju kapelane kako bi pomogli u zbrinjavanju duhovnih i duševnih potreba pacijenata, obitelji i osoblja. Kapelani su također često zaposleni u domovima za umirovljenike.
U SAD-a kapelani koje je odobrila komisija prošli su minimalno četiri bloka obuke Kliničke duhovne edukacije preko Američkog društva duhovnih tješitelja, Društva za kliničku duhovnu edukaciju ili Koledža duhovnog nadzora i psihoterapije te ih može odobriti jedna od navedenih organizacija: Američko društvo duhovnih tješitelja, Udruga profesionalnih kapelana, Nacionalna udruga katoličkih kapelana, Nacionalna udruga židovskih kapelana i Koledž duhovnog nadzora i psihoterapije. Ovlašćivanje obično zahtjeva diplomu magistra teologije (odnosno ekvivalent istog), odobrenje pripadajuće vjerske zajednice i četiri bloka (1600 sati) kliničke duhovne izobrazbe.[nedostaje izvor]
U Kanadi kapelane zdravstva odobrava Kanadsko društvo za duhovnu njegu.
U Ujedinjenom Kraljevstvu kapelane zapošljava lokalni National Health Trust ili dobrotvorno društvo koje je povezano sa zdravstvom. Većina ih radi na skraćeno radno vrijeme kombinirajući taj posao s poslom ili u mjesnoj crkvi ili u drugoj kapelaniji. Stručno tijelo u Engleskoj je Koledž kapelana zdravstva. U Škotskoj i Sjevernoj Irskoj su Škotska udruga zdravstvenih kapelana (SACH) i Udruga zdravstvenih kapelana Sjeverne Irske. Člansto u Koledžu kapelana zdravstva nije obavezno, ali može biti prednost jer podrazumijeva članstvo u sindikatu. Kapelani koji djeluju na području palijativne skrbi također se mogu pridružiti Udruzi kapelana za palijativnu skrb.[nedostaje izvor]

### Tvrtke
Neke tvrtke, velike ili male, zapošljavaju kapelane za svoje osoblje i/ili klijentelu. Prema The Economistu u SAD-a je 2007. postojalo 4000 kapelana u korporacijama od kojih je većina zaposlena u stručnim kapelanskim tvrtkama kao što je Marketplace Chaplains USA ili Corporate Chaplains of America. Organizacije za zapošljavanje kapelana kao što su Marketplace Chaplains Europe i Capellania Empresarial u Paragvaju osnovane su i izvan SAD-a.[nedostaje izvor]

### Šport
Športski kapelani nude duhovnu njegu športašima i široj športskoj zajednici uključujući trenere, upravitelje i njihove obitelji.
Kapelani u športskim zajednicama postoje još od sredine 20. stoljeća i značajno su se razvili u zadnjih 20 godina. SAD, UK i Australija imaju utemeljene kabinete Kršćanske športske kapelanije.[nedostaje izvor]
Najčešće su kapelani svećenici ili kršćanski radnici na puno radno vrijeme, ali ponekad kapelanski rad je volonterski. Često su kapelani određenog športa bivši športaši istog što omogućava kapelanima ne samo da daju duhovnu podršku, već i da suosjećaju s nekim izazovima s kojima se suočavaju njihovi štićenici.

### Obiteljski
Obiteljski kapelan bio je kapelan koji je dodijeljen plemenitaškoj obitelji kako bi im se dao stupanj samodostatnosti u vjeri. Kapelan bi bio oslobođen od bilo kakvih obaveza koje bi ga vezale za određeno mjesto kako bi mogao putovati s obitelji i brinuti se za njihove duhovne potrebe, čak i u inozemstvu. Obiteljski kapelan provodio bi krštenja, pogrebe i vjenčanja, a mogli su voditi službe u obiteljskim kapelama.
Kapelani su bili i pružatelji obrazovanja u kućanstvu podučavajući djecu i pružajući obitelji utjehu i podršku koja nije nužno bila vezana za religiju. Prije pojave pravne struke, birokracije i državne službe kao tajničko osoblje zapošljavano je svećenstvo. Tako pojam "činovnik" (eng. clerk) potječe od latinske riječi clericus (klerik, svećenik, eng. clergyman). Od vladavine Henrika VIII. do sredine 19. stoljeća obiteljski kapelani igrali su važnu ulogu u životu plemstva. Do 1840. anglikanski obiteljski kapelani bili su podređeni zakonu, a uživali su znatne financijske prednosti s obzirom na to da su bili u mogućnosti kupiti dozvolu za posjedovanje dva beneficija istovremeno te ne biti ni na jednome. Neke kraljevske obitelji i velike plemićke obitelji imali su, ili još uvijek imaju, nekoliko obiteljskih ili osobnih kapelana kao dio svog crkvenog domaćinstva koji su ih ili slijedili ili bili vezani za dvorac. Kraljica Elizabeta II. imala je 36 anglikanskih kapelana uz kapelane koji su počasno imenovani za službu. Dvorci za koje su bili vezani kapelani uobičajeno su imali bar jednog kraljevsku kapelu ponekad jednako značajnu kao katedrala. Suvremeni primjer su kapela sv. Jurja i dvorac Windsor.

### Obrazovanje
Kapelane imenuju mnoge obrazovne institucije, uključujući koledže i sveučilišta, ponekad rade za te institucije, a ponekad kao predstavnici zasebnih organizacija koje posebno djeluju kao podrška studentima kao što je Hillel College Campus Ministry za židove te Newman House i College Campus Ministry za katolike.[nedostaje izvor] Nacionalna udruga kapelana koledža i sveučilišta podupire djelovanje mnogih kapelana pomažući im u služenju pojedinim vjerama studenata, nastavnika i osoblja.[nedostaje izvor] Kapelani često nadziru programe koji potiču duhovne, etičke, vjerske, političke i kulturološke razmjene te promicanje službe.

### Glazba
Neki glazbeni sastavi (posebice kršćanski glazbeni sastavi) vode kapelane (tj. duhovnike) sa sobom na turneje da vode službe ako nisu u blizini crkve u tom trenutku. Postoje i kapelani koji služe posjetiteljima koncerata na glazbenim festivalima.

## U popularnoj kulturi
Kapelani su se pojavljivali kao likovi u nekoliko fikcijskih djela o povijesnim i izmišljenim vojskama.
Oca Francisa Duffyja, kapelana američke 69. pješačke pukovnije u Drugom svjetskom ratu, portretirao je Pat O'Brien 1940. u filmu The Fighting 69th.
Otac Barry bio je kapelan rive, igra ga Carl Malden u filmu On the Waterfront Elia Kazana.
Kapelan otac Mulcahy pojavljuje se u romanima, filmovima i TV-seriji M*A*S*H.
Zvanje vojnih kapelana opisano je u romanu Hermana Melvillea Billy Budd, romanu Jaroslava Hašeka Doživljaji dobrog vojnika Švejka i romanu Josepha Hellera Kvaka 22.
Židovski kapelani predstavljeni su kao glavni likovi u knjigama kao što su The Conversion of Chaplain Cohen Herberta Tarra (koja portretira iskustvo iz škole za kapelane američkih zračnih snaga) i The Book of Lights Chiama Potoka.
U distopiji Warhammera 40K kapelani su svećenici-ratnici svemirske mornarice. Oni su obično najpobožniji i najrevniji ratnici.[nedostaje izvor]
Kapelani utjelovljuju vojnike manevarske pješadije u Zvjezdanim jurišnicima Roberta Ansona Heinleina.
U romanu Treće buđenje Marka Cressa detaljno je opisan život izmišljenog korporacijskog kapelana dr. Lonniea Peppera.
U TV-seriji V navodi se da je jedan od glavnih likova, otac Jack, služio kao vojni kapelan prije serije.

## Vanjske poveznice
|  | Wječnik ima rječničku natuknicu kapelan |